# Гельмут Ріхтер
Гельмут Ріхтер (нім. Helmut Richter; 22 червня 1891, Штутгарт — 18 квітня 1977, Зеегайм-Югенгайм) — німецький воєначальник, генерал зенітних військ.

## Біографія
5 липня 1911 року вступив в 13-й артилерійський полк. Учасник Першої світової війни, з 2 серпня 1914 року — ад'ютант 4-го артилерійського полку, потім служив в 20-му і 1-му артилерійських полках. З 12 січня 1917 року — командир 3-ї морської гарматної батареї. Після демобілізації армії залишений в рейхсвері, служив в артилерії, в 1927-31 роках — командир батареї. З 1 жовтня 1933 року служив в транспортному дивізіоні «Людвігсбург», який 1 квітня 1935 року був переданий в люфтваффе і перейменований в зенітний. З 1 жовтня 1935 року — командир дивізіону 3-го зенітного полку, з 1 жовтня 1936 року — всього полку. 1 квітня 1937 року призначений начальником відділу LP 4 Управління особового складу. З 1 квітня 1940 року — командувач фортечної зенітної артилерії 3-го військового округу, з 1 лютого 1941 року — начальник 11-го командування ППО, а 1 вересня 1941 року прийняв командування 11-ю моторизованою зенітною дивізією. З 1 листопада 1943 року — командувач зенітною артилерією при командувачі ВПС на Південному Сході, з 15 листопада 1944 року — при командувачі на Заході. В лютому 1945 року переведений в резерв. 8 травня 1945 року здався союзникам. У травні 1947 року звільнений.

## Звання
- Фанен-юнкер (5 липня 1911)
- Фанен-юнкер-унтерофіцер (4 грудня 1911)
- Фенріх (22 березня 1912)
- Лейтенант (19 листопада 1912)
- Оберлейтенант (22 березня 1916)
- Гауптман (1 листопада 1922)
- Майор (1 квітня 1933)
- Оберстлейтенант (1 листопада 1935)
- Оберст (1 січня 1938)
- Генерал-майор (1 серпня 1939)
- Генерал-лейтенант (1 серпня 1941)
- Генерал зенітних військ (1 лютого 1944)

## Нагороди
- Залізний хрест 2-го і 1-го класу
- Князівський орден дому Гогенцоллернів, почесний хрест 3-го класу з мечами
- Орден Фрідріха (Вюртемберг), лицарський хрест 2-го класу з мечами
- Ганзейський Хрест (Гамбург)
- Королівський орден дому Гогенцоллернів, лицарський хрест з мечами
- Почесний хрест ветерана війни з мечами
- Медаль «За вислугу років у Вермахті» 4-го, 3-го, 2-го і 1-го класу (25 років)
- Нагрудний знак зенітної артилерії люфтваффе